# Piero Anversa
Piero Anversa (Parma, 11 settembre 1938) è un medico italiano naturalizzato statunitense, studioso delle cellule staminali, noto per aver pubblicato diversi studi poi ritrattati.

## Biografia
Si è laureato in Anatomia patologica all'Università di Parma nel 1965. Negli anni successivi è stato ordinario di Patologia e di Medicina nella stessa università.
Verso la fine degli anni Settanta si è trasferito negli Stati Uniti, al Medical College di New York, dove è stato professore di Patologia e Medicina, direttore dell'Istituto di ricerca cardiovascolare e vicepresidente della facoltà di Medicina. In data successiva agli scandali che l'hanno coinvolto negli Stati Uniti, è stato nominato da una commissione presieduta da Gualtiero Ricciardi esperto dell'Istituto Superiore di Sanità proprio per attività di ricerca legata alle cellule staminali cardiache.

## Critiche
Piero Anversa ha subito la ritrattazione di 8 pubblicazioni ed è stato obbligato, nel 2014, a lasciare la Harvard University a seguito di un'indagine per cattiva condotta scientifica. Ha poi intentato una causa, poi persa, contro Harvard e il Brigham & Women’s Hospital, sostenendo che l'aver reso pubblica l'indagine avesse danneggiato la sua reputazione. L'ospedale ha dovuto pagare 10 milioni di dollari al governo americano, per aver usato fondi pubblici per ricerche compiute nei suoi laboratori, poi rivelatesi fondate su informazioni false e manipolate. L'Harvard University e il Brigham & Women's Hospital hanno poi chiesto il ritiro di altri 31 studi pubblicati a firma di Anversa